# M1 (средний танк)
Medium Tank M1 — опытный средний колёсно-гусеничный танк США 1930-х годов. Был разработан по заказу кавалерии в качестве модернизированного и облегчённого варианта танка T1 конструкции Дж. Кристи и первоначально носил обозначение Боевая машина T4 (англ. Combat Car T4). Кавалерия от серийного производства T4 отказалась, используя единственный построенный прототип лишь для экспериментов, но танк привлёк внимание пехоты, для которой был разработан вариант, обозначавшийся как Средний танк T4 (англ. Medium Tank T4), отличавшийся усиленным бронированием и рядом менее значительных изменений.
В 1935—1936 годах была выпущена партия из 16 серийных танков этого типа, с учётом прототипов число танков T4 достигло 18 единиц. T4 стал последним средним танком США, явившимся развитием колёсно-гусеничной конструкции Дж. Кристи, и дальнейшее его производство не велось из-за неприемлемой стоимости. В марте 1939 года танк был всё же принят на вооружение в связи с возросшей угрозой войны, но уже в 1940 году все танки этого типа были переведены в разряд устаревших и сняты с вооружения.

### Сноски
1. ↑  На гусеничном и колёсном ходу, соответственно.
2. ↑  С 1928 по 1940 год танки кавалерии обозначались как «боевые машины» для обхода ограничений Закона о национальной обороне 1920 года, согласно которому правом на использование танков обладала только пехота.